# Малые Дедушичи
Малые Дедушичи (укр. Малі Дідушичі) — село в Стрыйской городской общине Стрыйского района Львовской области Украины, расположено на реке Лущава.
Население по переписи 2001 года составляло 862 человека. Занимает площадь 11,62 км². Почтовый индекс — 82484. Телефонный код — 3245.

## Известные уроженцы
- Нижанковский, Остап Иосифович (1863—1919) — украинский композитор, хоровой дирижёр, представитель галицкой музыкальной культуры второй половины ХІХ — начала XX века, общественный деятель, автор популярных хоровых произведений.
- Павлив, Пётр Васильевич (1931—1999) — ученый-геодезист, профессор, Заслуженный деятель науки и техники Украины, Почётный геодезист Украины, академик.